# État d'Al-Jazirah
Pour les articles homonymes, voir Al Jazira.
Al Jazirah (en arabe : الجزيرة, al-ǧzyrh, « Al Jazirah ») est l'un des 18 États du Soudan, le plus fertile du pays considéré comme l'un des « greniers de l'Afrique ». Sa capitale est Wad Madani.

## Situation

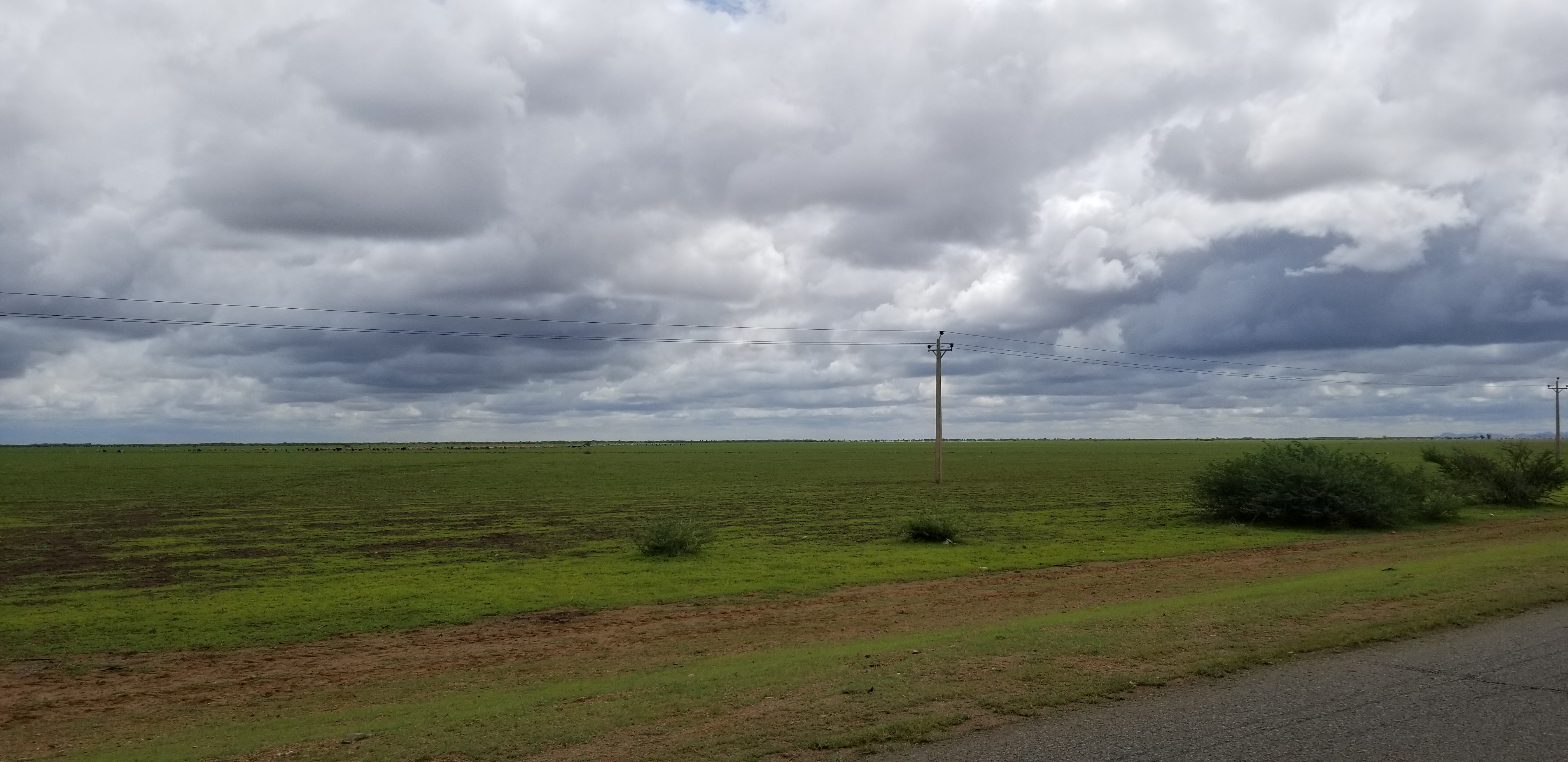
Paysage près de Wad Madani à la saison des pluies.

Il s'étend entre le Nil Bleu et le Nil Blanc au centre-est du pays.

## Voir aussi

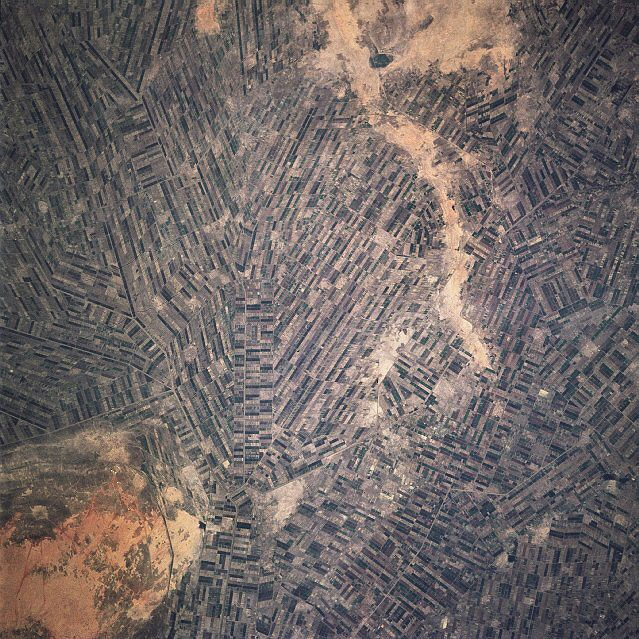
Canaux d'irrigation.